# Unik BK
UNIK BK, Uppsala-Näs IK Bandyklubb, är bandysektionen inom Uppsala-Näs IK från Uppsala i Sverige. Klubben bildades 1947 och är en breddklubb. Bandysektionen startades 1948 men den fick vila några år tills den återupptogs 1957. Föreningen har sitt upptagningsområde i de sydvästra stadsdelarna Gottsunda, Valsätra, Sunnersta, Eriksberg, Flogsta och Norby. 
UNIK Bandy är med sin ungdomsverksamhet Uppsalas största bandyklubb för barn. Klubben håller till på Studenternas IP där BandyKul -verksamhet för barn mellan 6 och 9 år är landets största med över 250 barn, nära hälften flickor. Det gör UNIK till en av Sveriges största flickbandyföreningar 
Klubben har sedan debuten i Allsvenskan 2007 etablerat sig som Upplands främsta förening näst efter Sirius. Laget har spelat i Allsvenskan 2007/08-2008/09, 2011/12-2017/18 och sedan 2019/2020. Som bäst har UNIK nått en tredjeplats (säsongen 2015/2016).

## Serieplaceringar
| Säsong           | Serie                                  | Placering | Anm.                                                                            |
| ---------------- | -------------------------------------- | --------- | ------------------------------------------------------------------------------- |
| 1998/1999        | Division 2 östra Svealand              | 4         |                                                                                 |
| 1999/2000        | Division 2 mellersta Svealand          | 6         |                                                                                 |
| 2000/2001        | Division 2 östra Svealand              | 4         |                                                                                 |
| 2001/2002 (höst) | Division 2 Gästrikland/Uppland         | 6         | Unik till fortsättningsserien norra Svealand/Gästrikland/Hälsingland            |
| 2001/2002 (vår)  | Division 2 Norra/Gästr./Hälsingl.      | 1         |                                                                                 |
| 2002/2003 (höst) | Division 2 östra Svealand              | 4         | Unik till fortsättningsserien mellersta/östra Svealand                          |
| 2002/2003 (vår)  | Division 2 mell./öst. Svealand         | 1         |                                                                                 |
| 2003/2004 (höst) | Division 2 mellersta Svealand          | 2         | Unik till playoff-serien mellersta/östra Svealand                               |
| 2003/2004 (vår)  | Division 2 mell./öst. Svealand Playoff | 3         |                                                                                 |
| 2004/2005        | Division 2 norra Svealand              | 3         |                                                                                 |
| 2005/2006        | Division 2 norra Svealand              | 1         | Unik uppflyttade till division 1 2006/2007                                      |
| 2006/2007        | Div. 1 Norra                           | 5         | Unik kvalificerat för nya allsvenskan 2007/2008                                 |
| 2007/2008        | Allsvenskan, norra                     | 7         |                                                                                 |
| 2008/2009        | Allsvenskan, norra                     | 8         | Unik degraderade till division 1 efter kvalförlust mot IFK Rättvik (5-7b, 3-3h) |
| 2009/2010        | Division 1 Norra                       | 2         | Unik förlorade kval till Allsvenskan mot IFK Rättvik (2-9h, 1-3b)               |
| 2010/2011        | Division 1 Norra                       | 1         | Unik uppflyttade till allsvenskan 2011/2012                                     |
| 2011/2012        | Allsvenskan, norra                     | 11        | Unik degraderade till division 1 2012/2013                                      |
| 2012/2013        | Division 1 östra                       | 1         | Unik uppflyttade till allsvenskan 2013/2014                                     |
| 2013/2014        | Allsvenskan Norra                      | 7         |                                                                                 |
| 2014/2015        | Allsvenskan Norra                      | 5         |                                                                                 |
| 2015/2016        | Allsvenskan Norra                      | 3         |                                                                                 |
| 2016/2017        | Allsvenskan Norra                      | 7         |                                                                                 |
| 2017/2018        | Allsvenskan                            | 13        | Unik degraderade till division 1 efter tredjeplats i kvalgrupp A.               |
| 2018/2019        | Division 1 nedre Norrland              | 1         | Unik uppflyttade till Allsvenskan efter andraplats i kvalgrupp A.               |
| 2019/2020        | Allsvenskan                            | 13        |                                                                                 |
| 2020/2021        | Allsvenskan                            | 11        |                                                                                 |
| 2021/2022        | Allsvenskan                            | 13        | Unik degraderade till Division 1 norra efter sistaplats i seriespelet           |
| 2022/2023        | Division 1 Norra                       | 4         |                                                                                 |